# ファンタスティックコレクション
『ファンタスティックコレクション』は、朝日ソノラマとホビージャパンから発行されていたムック。略称は「ファンコレ」。NO.3までは「ファンタスティックTVコレクション」という表記だった。

## 概要
アニメや特撮などを解説したムック本。刊行当初はSFブームやアニメブームの真っ只中であり、大人向け研究本の先駆けとされる。編集者の竹内博や金田益実らが同人グループ「怪獣倶楽部」で同人誌として発表していたアニメや特撮の研究が源流にあるとされる。
朝日ソノラマ時代には「宇宙船別冊」というムックが並行して刊行されており、「帰ってきたウルトラマングラフィティ 円谷特撮の怪獣世界」などはそちらのシリーズとして出た。
朝日ソノラマの解散後、雑誌「宇宙船」を引き継いだホビージャパンから「ファンタスティックコレクション」名義で1冊が刊行されたのみで、現在のところ続刊はないが、「宇宙船別冊」の刊行は続いている。

## 発行リスト
| NO         | タイトル                                                                                 | 初版発行日      | 備考 |
| ---------- | ---------------------------------------------------------------------------------------- | --------------- | --- |
| 1          | 科学忍者隊ガッチャマン                                                                   | 1977年05月25日  | |
| 2          | 空想特撮映像のすばらしき世界 ウルトラマン/ウルトラセブン/ウルトラQ                       | 1978年01月25日  | |
| 3          | 科学忍者隊ガッチャマン PART2                                                             | 1978年03月01日  | |
| 4          | 新造人間キャシャーン                                                                     | 1978年04月01日  | |
| 5          | 特撮映像の巨星 ゴジラ                                                                    | 1978年05月01日  | ゴジラシリーズ初の大人向けムック。 『ゴジラ』から『メカゴジラの逆襲』までを特集。 |
| 6          | テレビ版 宇宙を駆けるSFヒーローたち                                                      | 1978年06月01日  | 『宇宙の騎士テッカマン』『宇宙海賊キャプテンハーロック』『ウルトラシリーズ』『キャプテンウルトラ』『シルバー仮面』など「宇宙」をテーマとした作品を特集。 |
| 7          | 竜の子プロダクション オールTVキャラクターズ                                              | 1978年07月01日  | |
| 8          | SFイラストの世界 スタジオぬえのすべて                                                    | 1978年08月01日  | |
| 9          | 仮面ライダー 総集版                                                                      | 1978年09月01日  | 『仮面ライダー』から『仮面ライダーストロンガー』までを特集。 |
| 10         | 空想特撮映像のすばらしき世界 ウルトラマンPARTII                                          | 1978年12月01日  | 『帰ってきたウルトラマン』から『ウルトラマンレオ』までを特集。 |
| 11         | ウルトラセブン SFヒーローのすばらしき世界                                                | 1979年01月20日  | |
| 12         | ウルトラマン メカ怪獣大図解集                                                            | 1979年02月15日  | |
| 13         | 世紀の大怪獣ガメラ 大映特撮映像の巨星                                                    | 1979年02月15日  | 『大怪獣ガメラ』から『ガメラ対深海怪獣ジグラ』までを特集。 |
| 14         | ウルトラQ&怪奇大作戦 SFドラマのすばらしき世界                                            | 1979年07月14日  | |
| 15         | 未来少年コナン                                                                           | 1979年09月01日  | |
| 16         | 華麗なる円谷映像の世界 ミラーマン/ファイヤーマン/ジャンボーグA                           | 1979年09月01日  | |
| 別冊       | 完全保存版 声優の世界                                                                    | 1979年10月30日  | |
| 17         | ピー・プロ特撮映像の世界 マグマ大使/スペクトルマン/快傑ライオン丸                        | 1980年02月29日  | 表題作のほか『鉄人タイガーセブン』『電人ザボーガー』なども特集。 |
| 18         | 日本アニメ・名作シリーズ 母をたずねて三千里/フランダースの犬                             | 1980年03月01日  | |
| 別冊       | カラー版 仮面ライダー 紙ヒコーキ                                                         | 1980年03月25日  | 紙工作本。 |
| 19         | 火の鳥2772 デラックス決定版                                                              | 1980年04月30日  | |
| 20         | ウルトラマン 特撮ヒーローのすばらしき世界                                                | 1980年05月20日  | |
| 21         | 地球へ… 決定版                                                                           | 1980年06月20日  | |
| 別冊       | 地球へ… イラスト集                                                                       | 1980年06月20日  | |
| 22         | 日本アニメ・名作シリーズ あらいぐまラスカル/ペリーヌ物語                                 | 1980年09月20日  | |
| 別冊       | ヤマトよ永遠に 精密図解集                                                                | 1980年09月25日  | |
| スペシャル | 世界怪獣大全集                                                                           | 1981年03月20日  | 小説家デビュー前の菊地秀行がライターとして参加。 |
| スペシャル | 機動戦士ガンダムマニュアル 精密図解集                                                    | 1981年03月30日  | |
| 23         | マイティジャック                                                                         | 1981年10月30日  | 『宇宙船』Vol.3での特集の発展版。 |
| 24         | ジャイアントロボ                                                                         | 1981年12月15日  | 『宇宙船』Vol.4での特集の発展版。 |
| スペシャル | 伝説巨神イデオン 精密図解集                                                              | 1982年07月10日  | |
| 25         | LIBERTIN（リベルタン）001号                                                              | 1982年08月10日  | 特撮・アニメとは無関係の雑誌の創刊号。表紙に「ファンタスティック・コレクション」と記載（ナンバーなし）。古田武彦・坂本龍一など当時のサブカル関係者の論考の特集号で、特別企画として将棋で当時人気があった小池重明アマ名人と升田幸三実力制第四代名人の対局が掲載された。（本局は升田名人の絶局）1号のみで廃刊。 |
| スペシャル | 不滅のヒーロー ウルトラマン白書                                                          | 1982年12月031日 | No.2と10を合本のうえ加筆した増補改訂版。 |
| 26         | ひょうきんロボット大集合 バッテンロボ丸/ロボット8ちゃん/ロボット110番/がんばれ!!ロボコン | 1983年01月31日  | |
| 27         | 007 オクトパシー ジェームズ・ボンドの華麗なる世界                                        | 1983年07月08日  | |
| 28         | 特撮映像の巨星 ゴジラ                                                                    | 1983年08月01日  | No.5の新装再版。 |
| 29         | ウルトラセブン SFヒーローのすばらしき世界                                                | 1983年08月01日  | No.11の新装再版。 |
| 30         | ゴジラグラフィティ 東宝特撮映画の世界                                                    | 1983年09月20日  | |
| 31         | ウルトラQ&怪奇大作戦 SFドラマのすばらしき世界                                            | 1983年11月30日  | No.14の新装再版。 |
| 32         | ウルトラマン 特撮ヒーローのすばらしき世界                                                | 1983年11月30日  | No.20の新装再版。 |
| 33         | ウルトラQグラフィティ 空想特撮の怪獣世界                                                 | 1983年12月30日  | |
| 34         | ウルトラマングラフィティ 空想特撮の怪獣世界 PARTII                                       | 1984年02月06日  | |
| 35         | ウルトラセブングラフィティ 空想特撮の怪獣世界 PARTIII                                    | 1984年03月30日  | |
| 36         | 宇宙刑事シャリバン                                                                       | 1984年05月10日  | |
| 37         | 科学戦隊ダイナマン/超電子バイオマン                                                      | 1984年06月05日  | 初めて放送中作品を扱った。 |
| 38         | 3D怪獣全集                                                                               | 1984年06月30日  | |
| 39         | 電子戦隊デンジマン                                                                       | 1984年10月15日  | |
| 40         | 大魔神特撮グラフィティ 大映特撮映画の世界                                                | 1984年10月15日  | |
| 41         | 宇宙刑事ギャバン                                                                         | 1984年12月05日  | |
| 42         | サンダーバード スーパーマリオネーション・グラフィティ                                    | 1984年12月07日  | |
| 43         | キャプテン・スカーレット スーパーマリオネーション・グラフィティ                          | 1984年12月20日  | |
| 44         | ゴジラ特撮のすべて                                                                       | 1984年12月30日  | モノクロページでは歴代作品も紹介している。 |
| 45         | スパルタンX まるごとジャッキー・チェン                                                   | 1984年12月30日  | |
| 46         | ウルトラマン/ウルトラセブン スーパーマシン・ファイル                                     | 1985年02月28日  | |
| 47         | 太陽戦隊サンバルカン                                                                     | 1985年04月05日  | |
| 48         | イナズマンF                                                                              | 1985年06月15日  | |
| 49         | 快傑ズバット                                                                             | 1985年06月15日  | |
| スペシャル | 機動戦士Ζガンダム                                                                        | 1985年07月10日  | ソノシート付きの絵本。 |
| 50         | 宇宙刑事シャイダー                                                                       | 1985年07月15日  | |
| 51         | アニメーション 宮沢賢治 銀河鉄道の夜（ファンタスティックコレクションスペシャル）         | 1985年08月05日  | 「ファンタスティックコレクションスペシャル No.51」表記。 |
| 52         | SFX パズルチャレンジャー                                                                 | 1985年          | パズル本。 |
| 53         | 吸血鬼ハンターD                                                                          | 1985年12月30日  | |
| 54         | 電撃戦隊チェンジマン                                                                     | 1986年04月05日  | 以降ナンバー表記がなくなる。 |
| なし       | 華麗なる円谷映像の世界 ミラーマン/ファイヤーマン/ジャンボーグA                           | 1987年04月08日  | No.16の新装再版。 |
| なし       | ウルトラQ アルバム                                                                       | 1997年10月30日  | |
| なし       | ウルトラセブン アルバム                                                                  | 1998年12月20日  | |
| なし       | ウルトラマン アルバム                                                                    | 1999年09月25日  | |
| なし       | 本多猪四郎全仕事                                                                         | 2000年05月01日  | |
| なし       | 空想特撮映像のすばらしき世界 ウルトラマンティガ/ウルトラマンダイナ/ウルトラマンガイア    | 2001年07月20日  | |
| なし       | 東宝特撮怪獣映画未公開写真集                                                             | 2002年03月01日  | |
| なし       | 仮面ライダーアギト グラフィティ                                                          | 2002年05月01日  | |
| なし       | 超光戦士シャンゼリオン バイブル                                                          | 2002年08月31日  | |
| なし       | 仮面ライダー龍騎                                                                         | 2002年09月25日  | |
| スペシャル | 宇宙刑事ギャバン/シャリバン/シャイダー トリロジーBOX                                     | 2002年11月30日  | No.36、41、50の3冊と、雑誌「宇宙船」で連載されていた「宇宙刑事アニーの冒険」や、上原正三・大場健二・渡洋史対談、吉川進インタビューを収録した別冊をボックスに入れたもの。 |
| なし       | ゴジラ×メカゴジラ                                                                        | 2002年12月30日  | 東宝特撮映画としては『ゴジラ』（1984年版）以来の単独刊行。 |
| なし       | 帰ってきたウルトラマン アルバム                                                          | 2003年02月20日  | |
| なし       | 忍風戦隊ハリケンジャー 免許皆伝                                                          | 2003年06月30日  | |
| スペシャル | サンダーバード アルバム                                                                  | 2003年11月25日  | |
| なし       | ゴジラ×モスラ×メカゴジラ 東京SOS                                                         | 2003年12月30日  | |
| なし       | 超星神グランセイザー                                                                     | 2004年01月30日  | |
| なし       | 仮面ライダー555 555補完ファイル                                                          | 2004年04月20日  | |
| スペシャル | 謎の円盤UFO アルバム                                                                     | 2004年08月20日  | |
| なし       | 爆竜戦隊アバレンジャー アバレ大図鑑                                                      | 2005年02月28日  | |
| なし       | 東宝特撮・怪獣・SF映画写真集                                                             | 2005年08月30日  | |
| スペシャル | キャプテンスカーレット&ジョー90＋ロンドン指令X アルバム                                  | 2005年09月20日  | |
| なし       | ウルトラマンネクサス NEXUSEED                                                            | 2005年11月30日  | |
| スペシャル | サンダーバード アルバム2                                                                 | 2006年02月28日  | |
| なし       | ウルトラマンマックス MAX!×3 怪獣大画報                                                   | 2006年10月07日  | |
| ∞（無限）  | ウルトラマンメビウス アーカイブ・ドキュメント                                            | 2007年06月30日  | 朝日ソノラマからの最終刊。 |
| なし       | 仮面ライダーキバ                                                                         | 2008年08月09日  | ホビージャパンからの刊行。 |